# Karl Polanyi
Karl Polanyi (Viena, 25 de octubre de 1886-Pickering, 23 de abril de 1964) fue un reconocido economista político, antropólogo, filósofo y científico social cuya obra ha tenido una profunda influencia en los campos de la antropología económica, la economía política y la teoría social.  Sus críticas al pensamiento económico clásico y su exploración de la relación entre la economía y la sociedad lo posicionaron como una figura central en las ciencias sociales del siglo XX. Polanyi es conocido por sus contribuciones pioneras a la comprensión de los sistemas económicos en contextos históricos y culturales, desafiando las visiones dominantes del capitalismo de libre mercado y su impacto en la sociedad.
Su obra más famosa, La gran transformación (1944), analizó críticamente el ascenso de las economías de mercado en el siglo XIX y sostuvo que el desarrollo de las sociedades impulsadas por el mercado fue un proceso que alteró fundamentalmente las relaciones sociales humanas y creó una profunda dislocación social. En este texto seminal, Polanyi desafió la suposición de que los mercados podían funcionar independientemente de las instituciones sociales y políticas, afirmando que los sistemas económicos siempre están insertados dentro de las estructuras sociales.
El trabajo de Polanyi estuvo marcado por un enfoque interdisciplinario, combinando aportes de la antropología, la historia y la economía. Su concepto de "inserción" —la idea de que las acciones y las instituciones económicas siempre están integradas en las relaciones sociales— se convirtió en una base clave para los debates posteriores en la antropología económica y la economía política. Sus críticas tanto al capitalismo de libre mercado como al socialismo estatal lo situaron en el centro de las discusiones del periodo posterior a la Segunda Guerra Mundial sobre el futuro de la organización económica y política.

## Biografía

### Primeros años
Karl Polanyi nació el 25 de octubre de 1886 en Viena, en ese momento capital del Imperio austrohúngaro, en el seno de una familia judía acomodada. Su padre era un ingeniero y empresario húngaro, Michael Pollacsek. Su madre, Cecile Wohl, de origen ruso, era una figura conocida del mundo intelectual húngaro. Su hermano menor, Michael Polanyi, llegaría a ser un químico de renombre que también realizó aportaciones a la filosofía de la ciencia.
Su maduración intelectual tuvo lugar no obstante en Budapest, donde desarrolló ideas socialistas. Karl Polanyi cursó estudios de Filosofía y Derecho en la Universidad de Budapest —doctorándose en 1908 en Filosofía y licenciándose en Derecho en 1914—, donde fundó con su hermano Michael y Oscar Jaszi el Círculo Galilei (Galilei Kör), un grupo estudiantil liberal que promovía la independencia de Hungría y editaba la revista Szabadgondolat.
Karl Polanyi participó en la Primera Guerra Mundial como oficial de caballería. Tras la contienda apoyó al gobierno socialdemócrata de Mihály Károlyi que en 1918 lideró la independencia húngara. En 1919 se proclamó la República Soviética de Hungría, presidida por Béla Kun, y Polanyi tuvo que huir a Viena donde, en 1923, contrajo matrimonio con Ilona Duczynska. Entre 1924 y 1933 trabajó como articulista en Der Oesterreichische Volkswirt, una revista de actualidad económica. Fue en estos años cuando inició su crítica de la escuela económica austriaca liberal y comenzó a interesarse por el fabianismo y, en general, por el socialismo cristiano. 
Durante estos años organizó en su casa un seminario privado en torno al modelo de economía socialista democrática. Karl Polanyi defendía una economía colectivizada pero no centralizada, organizada a través de instituciones municipales. El objetivo de su propuesta era evitar que las decisiones económicas se tomaran desde una base puramente técnica. De estas reuniones surgió su polémica con Ludwig von Mises, que en 1920 había negado la posibilidad del cálculo económico racional en un sistema socialista.

### Inglaterra
El ascenso del fascismo en Austria hizo que Polanyi emigrara a Londres en 1933, pero continuó escribiendo para Der Oesterreichische Volkswirt hasta 1938. Durante estos años se integró en los círculos de socialistas cristianos ingleses y participó en el volumen Christianity and the Social Revolution (1935) con un artículo titulado “The Essence of Fascism”.
Desde 1937 trabajó también como profesor en la Workers Educational Association, un programa de educación para adultos de las universidades de Oxford y Londres. Sus clases sobre historia económica de Inglaterra le proporcionaron parte de los materiales que luego empleó en su ensayo más conocido: La gran transformación. Polanyi escribió esta obra entre 1940 y 1943 en Estados Unidos gracias a una beca Rockefeller. La gran transformación se publicó en 1944 y fue bien acogida por la comunidad científica. Para entonces Polanyi ya había regresado a Londres, donde volvió a trabajar impartiendo clases para adultos y pronunciando conferencias sobre historia económica y social.

### Norteamérica
En 1947 Polanyi fue nombrado Profesor Visitante de Economía en la Universidad de Columbia. Sin embargo, el gobierno estadounidense negó el visado de entrada a su mujer a causa de su antigua militancia comunista en Austria. Finalmente el matrimonio se instaló en Canadá, cerca de Toronto, desde donde Polanyi se desplazaba habitualmente a Nueva York para impartir sus clases. Hasta su retiro, en 1953, Polanyi impartió una asignatura sobre Historia Económica General centrada en el origen de las distintas instituciones económicas.
Tras su jubilación Polanyi recibió una ayuda de la Fundación Ford para estudiar los sistemas económicos de las civilizaciones antiguas. Polanyi organizó junto con Conrad Arensberg y Harry Pearson un grupo de investigación cuyos estudios se plasmaron en el volumen colectivo Comercio y mercado en los imperios antiguos (1957), uno de los textos fundacionales del sustancialismo antropológico. En 1977 apareció una obra póstuma de Polanyi titulada El sustento del hombre. Se trata de un conjunto de textos editados por Harry Pearson a partir de apuntes de clases y textos inéditos de Polanyi que profundizan en las tesis de Comercio y mercado.
En 1963 Karl Polanyi e Ilona Duczynska editaron The Plough and the Pen. Writings from Hungary 1930-1956, una presentación de la literatura húngara al público angloparlante. En octubre de ese mismo año, Karl Polanyi visitó Hungría por primera vez desde 1919. Su última actividad pública fue la fundación de una revista titulada Co-Existence. Murió en 1964.

## Obras de Karl Polanyi

### La gran transformación
El libro publicado en 1944 La gran transformación (The Great Transformation: The Political and Economic Origins of Our Time) intenta explicar la gran crisis económica y social con la que, desde principios del siglo XX, concluyó en Occidente un periodo relativamente largo de paz y confianza en el librecambio. Concretamente, Polanyi busca las causas profundas de una amplia serie de conflictos y turbulencias que incluye dos guerras mundiales, la caída del patrón oro o el surgimiento de nuevos proyectos políticos totalitarios. En último término, La gran transformación caracteriza el liberalismo económico como un proyecto utópico cuya puesta en práctica habría destruido los cimientos materiales y políticos de la sociedad moderna. Metodológicamente, La gran transformación une datos económicos, sociológicos y antropológicos para analizar acontecimientos históricos de gran magnitud.

### Comercio y mercado en los imperios antiguosyEl sustento del hombre
Un aspecto importante del pensamiento de Polanyi es la idea de que el capitalismo no ha liberado una tendencia natural al intercambio, sino que ha dado lugar a una sociedad históricamente exótica. En la sociedad moderna la economía se habría “independizado” del resto de instituciones sociales para después dominarlas progresivamente. En cambio, en la totalidad de las sociedades tradicionales, la economía estaría “empotrada” o “incrustada” en otras relaciones sociales, como las relaciones de parentesco o los fenómenos religiosos. Para Polanyi, los aspectos institucionales son cruciales en toda economía, en la medida en que aseguran la recurrencia de los movimientos económicos y dan unidad al sistema productivo.

#### Mercados y sistema mercantil
Polanyi distingue entre los mercados, un fenómeno casi universal pero de importancia social marginal, y el moderno “sistema mercantil”, una novedad histórica que implica la integración de todos los mercados en una única economía nacional o internacional. Idealmente, en un sistema mercantil los mecanismos económicos funcionan sin la intervención consciente de la autoridad humana, no es preciso invocar más motivaciones económicas que el miedo al hambre y el deseo de ganancia y no se precisa otro requisito legal que la protección de la propiedad y el cumplimiento contractual. Sin embargo, para Polanyi se trata de un modelo impracticable que, en realidad, también requiere de una permanente asistencia institucional externa para su desarrollo y reproducción. La expansión generalizada del mercado sólo fue posible mediante el fortalecimiento de las instituciones políticas centrales. El éxito del mercado requirió una intensa regulación política, ya que los estados son mucho más efectivos que los empresarios a la hora de impulsar el comercio. Aún más, según Polanyi, las instituciones centralizadas tuvieron que encargarse de preservar la vida en la sociedad mercantil, recurrentemente abocada a la crisis material, psicológica y política.

#### La economía incrustada
Polanyi también analiza cómo se produce la circulación económica en las sociedades precapitalistas en las que la economía está incrustada en otras relaciones sociales. En estos sistemas, “las motivaciones individuales, definidas y articuladas, surgen como una norma de situaciones determinadas por hechos de orden extraeconómico (familiar, político o religioso). El lugar de la pequeña economía familiar es poco más que un punto de intersección entre líneas de actividades llevadas a cabo por grupos de parentesco más amplios en diversas localidades” (Polanyi, 1977: 117).
Polanyi divide las pautas principales tradicionales de intercambio económico en tres modalidades: la “reciprocidad”, que supone movimientos entre puntos correlativos de agrupaciones simétricas; la “redistribución”, que consiste en movimientos de apropiación en dirección a un centro primero y, posteriormente, desde este centro hacia fuera otra vez; y el “intercambio”, que implica movimientos recíprocos como los que se realizan en un sistema de mercado.
En realidad, esta división procede de los escritos antropológicos clásicos de autores como Bronislaw Malinowski, que Polanyi cita abundantemente. El objetivo de Polanyi y su grupo era refutar las tesis del formalismo antropológico, que en aquel momento dominaban la sociología económica norteamericana y que postulaban la universalidad de las conductas instrumentales típicamente mercantiles.
Estas tres instituciones que regulaban la vida social y económica en la antigüedad, siguen vigentes en el capitalismo actual solo que dominadas por el "sistema mercantil" y el "individualismo". Su ámbito principal de funcionamiento se da en el interior de las unidades domésticas donde  “reciprocidad”, “redistribución”, y la autarquía continúan organizando la vida económica y garantizando la reproducción humana.

## Influencia de Polanyi
La oposición de Polanyi al pensamiento económico tradicional y al monetarismo es parte del acervo de la historia de la economía y de la sociología. Se le considera el creador del sustantivismo, un tipo de enfoque cultural de la economía, que hacía hincapié en la forma en que las economías están integradas en la sociedad y la cultura. Aunque su punto de vista es contrario a la corriente principal de la economía ortodoxa su influencia destaca en la antropología, la historia económica, la sociología económica y la ciencia política. Asimismo es muy considerado dentro de las posiciones más sociales de la economía como el Keynesianismo y la Teoría Monetaria Moderna.[cita requerida]